# 北川殿
北川殿（きたがわどの） / 桃源院殿（とうげんいんどの、? - 享禄2年5月26日（1529年7月11日））は、戦国時代の女性。駿河の守護今川義忠の正室。兄弟に伊勢宗瑞（北条早雲）や伊勢弥二郎、子に今川氏親、栄保（正親町三条実望室、北向殿）。

## 生涯
出自については、弟である伊勢宗瑞（北条早雲）と共に諸説あるが、父は伊勢盛定、母は伊勢貞国の娘とみられている。父が室町幕府において第8代将軍・足利義政の申次衆を務めており今川義忠の申次を行っていた縁から、応仁元年（1467年）頃に義忠の正室となって駿河駿府館（静岡市）に在り、長女栄保に続いて、文明3年（1471年）には嫡男龍王丸（後の今川氏親）を生んだ。
文明8年（1476年）4月に夫義忠は遠江の国衆である横地城の横地四郎兵衛と、勝間田城の勝間田修理亮を攻略しての帰国途中に残党に襲撃され討死した。当時6歳であった嫡男龍王丸と、義忠の従兄弟で小鹿範頼の子小鹿範満との間に家督を巡っての紛争が勃発したため、龍王丸を連れて小川城（焼津市）城主長谷川正宣（法永長者）の元に逃れた。
関東管領上杉氏の扇谷上杉家の当主上杉定正は範満の父範頼の母方の従兄弟であり、範満を支援するため家宰・太田道灌を、協力関係にある堀越公方足利政知もその補佐である関東執事上杉政憲をそれぞれ駿河へ派遣して家督争いに介入した。
北川殿は京都にいた弟の盛時（宗瑞）を頼り、幕府からの命令を受けたとみられる盛時の調停により、龍王丸が成人するまでは、範満に駿府館で家督を代行させることになった。この決着を受け、北川殿は龍王丸と共に斉藤氏居城丸子城（静岡市）に移っている。
文明11年（1479年）には前将軍足利義政から龍王丸の家督相続が認可されたが、範満は家督代行を退かなかったため、北川殿は9代将軍・足利義尚の申次衆を務めていた盛時に再び要請し、これを受けた盛時が（おそらく義尚の承認のもと）駿府館の範満を討ち滅ぼした。
文明19年（長享元年（1487年））10月20日には龍王丸が寺社に対して諸公事免状の発給等を遂行していることから、この頃には龍王丸は駿府館に帰還し名実ともに今川家当主となっていたとみられる。
北川殿も共に帰り、駿府館付近の安倍川支流北川沿いに別荘を建て移り住んだため北川殿と呼ばれるようになる。この別荘跡は死後に善徳院、後には臨済寺となった。文亀元年（1501年）頃の寄進状（「沼津市西光寺文書」）によると、「大上様」と呼ばれるようになっている。
今川家の家督相続への介入は、この後の宗瑞による伊豆・相模への侵出につながっていくことになる。
長享元年には長女栄保が正親町三条実望と結婚、永正2年（1505年）には嫡男氏親の正室に、羽林家の権大納言正二位中御門宣胤の娘寿桂尼を迎えるなど、伊勢氏という北川殿の京都の幕府に近い出自により今川家は公家社会と深く結びついていくことになった。北川殿は氏親、宗瑞と共に連歌師宗長や冷泉為和などとも親しく交わり、その様子は『宗長日記』でも描かれている。
大永6年（1526年）6月に氏親を先んじて亡くし、享禄2年（1529年）5月26日に死去した。戒名は徳願寺殿慈雲妙愛大姉。菩提寺は徳願寺（静岡市、江戸時代までは得願寺）と桃源院（沼津市）の2ヶ所。

## 通説
以前は兄弟である北条早雲こと伊勢宗瑞が伊勢の素浪人から成り上がった下克上の先駆けの戦国大名で、長寿で大器晩成型の典型と見られていたため、北川殿は宗瑞の年の離れた妹であり今川義忠の側室であるとされていた。しかし近年の研究により宗瑞の出自が室町幕府の申次衆・奉公衆をつとめた名門伊勢氏であることが定説となったため、その姉妹の北川殿は今川氏と婚姻する家格としては釣り合いが取れていることと、義忠に他に正室にあたる女性の記録がないことから正室であり、宗瑞の生年が永享4年（1432年）よりも康正2年（1456年）が有力になってきたことから姉とみなされるようになった。詳細は北条早雲の項を参照。

## 作品
小説
- 司馬遼太郎『箱根の坂』 - 主人公新九郎の義理の妹・千萱として描かれる。

漫画
- ゆうきまさみ『新九郎、奔る!』 - 小学館『月刊!スピリッツ』→ 『ビッグコミックスピリッツ』、 2018年より連載。主人公新九郎の異母姉・伊都として描かれる。